# 卡拉基亞區
43°12′N 51°39′E / 43.200°N 51.650°E

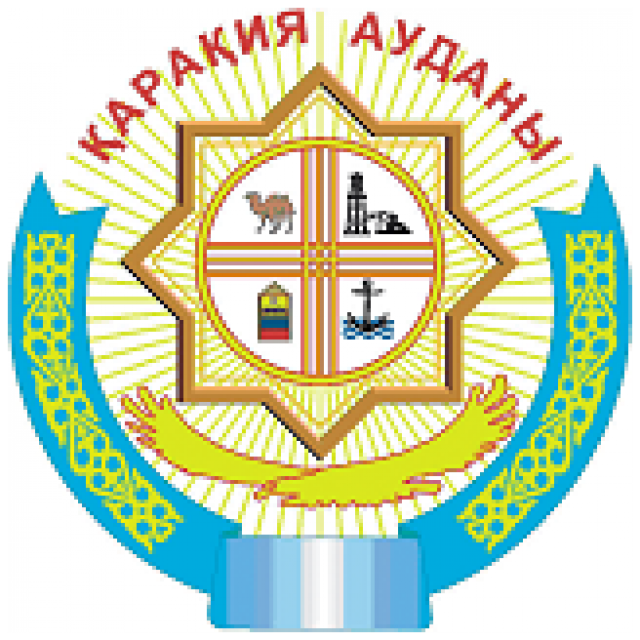

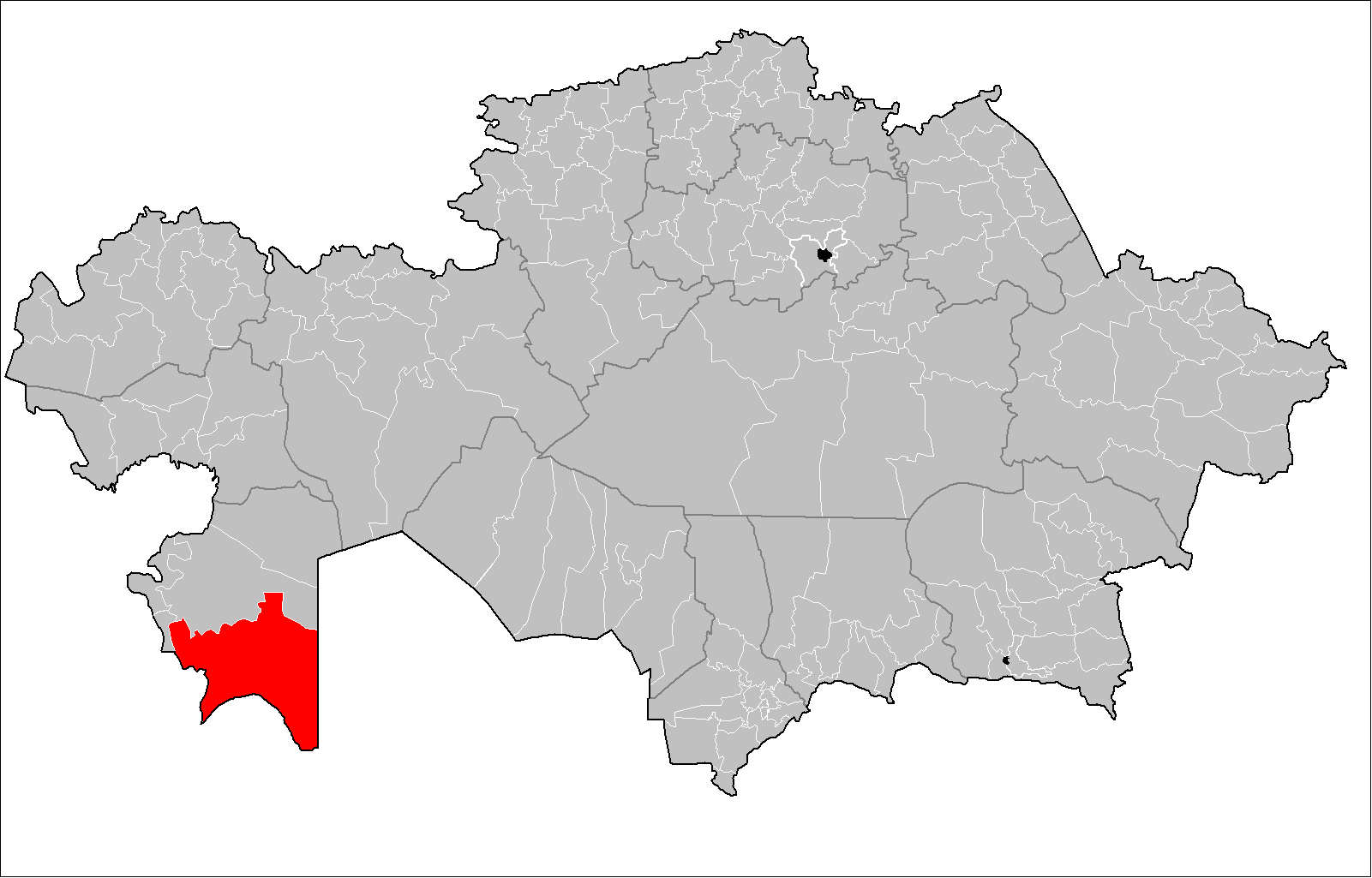

卡拉基亞區是哈薩克斯坦的行政區，位於該國西南部，由曼吉斯套州負責管轄，首府設於庫雷克，始建於1973年，面積64,297平方公里，2019年人口37,621。